# Parvati Patil
Parvati Patil je izmišljena oseba iz serije Harry Potter pisateljice J. K. Rowling.
Je Harry Potterjeva sošolka in soplesalka na plesu med trišolskim turnirjem. Stanuje v domu Gryfondom in je najboljša prijateljica Lavender Brown.